# Pertti Karppinen
Pour les articles homonymes, voir Karppinen.
Pertti Karppinen est un rameur né le 17 février 1953 à Vehmaa (Finlande).

## Biographie
Pompier de la ville de Parso mesurant deux mètres, pour sa première participation aux jeux olympiques, il est l'un des rares à mettre en échec l'armada des rameurs d'Allemagne de l'Est qui ne laissent échapper que trois titres sur les huit en lice lors de cette édition. Dans la course du skiff, il surprend le champion du monde en titre, l'Allemand Peter-Michael Kolbe qui domina la course de bout en bout, ne cédant finalement face au Finlandais qu'à 50 mètres de la ligne d'arrivée.
Pour l'Olympiade suivante, l'Allemand Kolbe est absent pour cause de boycott des jeux de Moscou par la délégation d'Allemagne de l'Ouest. Il remporte la course devant Vassily Yakusha.
Pour ses troisièmes Jeux olympiques, Karppinen retrouve son rival allemand. De nouveau, l'allemand, qui compte quatre titres de champion du monde, prend la course à sa charge et devance le finlandais. Celui-ci revient toutefois à sa hauteur à 120 mètres de la ligne. Les deux bateaux restent alors bord à bord sur 100 mètres avant que l'allemand, épuisé, cède devant le finlandais. Celui-ci rejoint ainsi le Soviétique Vyacheslav Nikolayevich Ivanov qui avait réalisé cet exploit entre 1956 et 1964.
Ce troisième titre consécutif en skiff, il faillit ne pas le réaliser. En effet, après les jeux de Moscou, le type de bateau avait évolué. cette évolution, qui convenait parfaitement à l'Allemand, était par contre totalement inadaptée au Finlandais qui mena position contre son retrait. Pendant trois ans, il courut alors en deux de couple, avant de revenir à sa discipline d'origine lorsque la fédération internationale interdit l'utilisation de bateau.
Il participa aux jeux de Séoul (1988) où il se classa 7e et à ceux de Barcelone (1992) où il finit 10e. 
Il est toujours le seul Finlandais à avoir remporté une médaille d'or en aviron.

## Palmarès

### Jeux olympiques d'été
- Jeux olympiques de 1976 à Montréal,  Canada
  -  Médaille d'or
- Jeux olympiques de 1980 à Moscou,  Union soviétique
  -  Médaille d'or
- Jeux olympiques de 1984 à Los Angeles,  États-Unis
  -  Médaille d'or
- Jeux olympiques de 1988 à Séoul,  Corée du Sud
  - 7e
- Jeux olympiques de 1992 à Barcelone,  Espagne
  - 10e

### Championnats du monde d'aviron
- Championnats du monde 1977 à Amsterdam,  Pays-Bas
  -  Médaille d'argent
- Championnats du monde 1979 à Bled,  Yougoslavie
  -  Médaille d'or
- Championnats du monde 1981 à Munich,  Allemagne
  -  Médaille d'argent en deux de couple.
- Championnats du monde 1985 à Willebroek,  Belgique
  -  Médaille d'or
- Championnats du monde 1986 à Nottingham,  Royaume-Uni
  -  Médaille d'argent
- Championnats du monde 1987 à Copenhague,  Danemark
  -  Médaille de bronze
- Championnats du monde 1990 à Lac Barrington,  Australie
  - 10e
- Championnats du monde 1991 à Vienne,  Autriche
  - 8e